# Otis (Massachusetts)
Otis – miasto w Stanach Zjednoczonych, w stanie Massachusetts, w hrabstwie Berkshire.